# Grigori Sinowjewitsch Bessedowski
Grigori Sinowjewitsch Bessedowski (* 1896; † nach 1951) war ein sowjetischer Diplomat und Überläufer.
Bessedowski war Diplomat in der Pariser Sowjetbotschaft. Er floh am 3. Oktober 1929 aus der Botschaft und bat um Asyl. In der Folgezeit schrieb er mehrere Bücher mit „Enthüllungen“.
Die französische rechtsgerichtete Zeitschrift „L’Ordre“ veröffentlichte Dokumente, die Bessedowski überbrachte, nach denen die NSDAP für die Wahlen im September 1930 fünf Millionen Mark aus der Sowjetunion erhalten habe.